# Almaz

Dibuix de l'estació espacial Almaz

El programa Almaz (rus: Алмаз. "diamant") consistí en una sèrie d'estacions espacials militars (o "Estacions Orbitals Pilotades", OPS en rus), llançat per la Unió Soviètica a l'empara del programa civil DOS-17K (Estació espacial orbital), denominat Saliut després del 1971. L'objectiu d'Almaz era determinar la utilitat de les observacions terrestres fetes per humans en òrbita. Per fer-ho les estacions Almaz anirien equipades amb càmeres òptiques de molt alta resolució i sensors infrarojos.
Almaz entrà en competició directa amb el projecte Soiuz R (R de Razvedki, intel·ligència, en rus) de Serguei Koroliov, que consistia en una càpsula Soiuz tripulada que s'acoblaria amb un mòdul equipat amb l'equip de reconeixement militar.
Es llançaren tres estacions Almaz: Saliut 2, Saliut 3 i Saliut 5.
La Saliut 2 fallà just després d'assolir l'òrbita, però tant la Saliut 3 com la Saliut 5 dugueren a terme proves tripulades amb èxit. Seguint amb la Saliut 5, el ministre de Defensa soviètic considerà el 1978 que el temps emprat en el manteniment de l'estació sobrepassava els beneficis relatius respecte al funcionament automàtic dels satèl·lits de reconeixement.
Els nuclis de les estacions espacials van ser coneguts internament com a (rus: ОПС, GRAU index 11F71 i 11F71B), de "Orbital Piloted Station" (rus: Орбитальная Пилотируемая Станция). Com a part del programa Almaz, van ser creades diverses naus espacials per a ús de suport: la nau espacial VA, el Functional Cargo Block i la nau espacial TKS, que van ser utilitzades en diverses combinacions. El llegat del programa Almaz continua avui en dia amb el mòdul Zarià de l'EEI com a exemple.

## Desenvolupament
Almaz fou promogut per Vladímir Txelomei com a resposta al projecte MOL estatunidenc. En la seva configuració original, Almaz i MOL eren similars.
El programa de l'estació espacial Almaz feia partícip de tres components de maquinari importants:
- el mòdul Orbital Piloted Station (OPS, 11F71), formant la pròpia estació espacial,[3]
- el Functional Cargo Block (FGB, 11F77), destinada a ser la nau d'abastiment per a les estacions,[4] i
- la nau espacial VA (11F74, també conegut a l'oest com la nau espacial Merkur), destinada com a vehicle de llançament i canvi de les tripulacions,[4] i reutilitzable per a un màxim de 10 vols.

L'estació seria llançada per un coet Proton amb una tripulació de dos homes, que tornarien a terra en una càpsula després d'un mes d'observacions militars. Després del retard del projecte Soiuz, Almaz també assumí el paper d'interceptor de satèl·lits militars. Almaz seria reaprovisionada per una nau TKS, també llançada amb un coet Proton.
Txelomei obtingué el permís per iniciar el projecte el 12 d'octubre del 1964. El juny del 1965 tingué lloc la missió Gemini 4, durant la qual es realitzaren els primers experiments militars americans a l'espai. Això alarmà les autoritats soviètiques, els projectes de què Almaz i Soiuz R amb prou feines estaven en els seus primers passos i no es preveien els primers vols fins al 1968. Koroliov morí inesperadament el 1966, després del qual Txelomei aconseguí que el projecte Soiuz R fos cancel·lat, de manera que Almaz quedà com a únic projecte soviètic d'estació espacial militar. La raó oficial de la cancel·lació de Soiuz R fou que era massa pesant pel seu vehicle llançador. A Almaz se li donà el codi de projecte 11F71, prèviament assignat a Soiuz R.

## Estacions Orbitals Pilotades (OPS)
Els mòduls a ser utilitzats en l'estació Almaz mesuraven 4,15 m de diàmetre i tenien un pes de 20 tones. Entre el 1965 i 1970 es construïren 8 models de prova i 2 models preparats per ser llançats.

### OPS-1 (Saliut 2)
La primera estació Almaz (OPS-1 o Almaz 101.1), anunciada com a Saliut 2, fou llançada el 3 d'abril del 1973. Per mantenir el secret militar, fou denominada Saliut 2 només després d'assolir òrbita. Es preparà una tripulació per volar a l'estació, però un accident en la mateixa estació pocs dies després la deixà despressuritzada i inutilitzable.

### OPS-2 (Saliut 3)
OPS-2 (o Almaz 101.2), anunciada com a Saliut 3, fou llançada el 25 de juny del 1974. La tripulació, llançada en la missió Soiuz 14, passà 15 dies a l'estació durant el juliol del 1974. Es llançà una segona tripulació l'agost del 1974, però fou incapaç d'acoblar-se a l'estació. Mentre estava sense tripulació, es provà un canó a bord de l'estació disparant a un satèl·lit objectiu. Saliut 3 fou desorbitada al gener del 1975, l'endemà de la prova amb el canó. Per disparar el canó calia moure tota l'estació i s'especula que els trets alteraren significativament l'òrbita de l'estació.

### OPS-3 (Saliut 5)
OPS-3 (o Almaz 103), denominada Saliut 5 després de la posada en òrbita, fou llançada el 22 de juny del 1976. Fou visitada per dues tripulacions a l'estiu del 1976 i l'hivern del 1977.

### OPS-4
La següent estació (OPS-4) es quedà a terra per falta de fons. Hauria portat dos míssils no guiats per fer proves en lloc del canó.

### Mesures de defensa
A més de l'equip de reconeixement, Almaz hauria portat a bord un canó derivat del Nudelman-Rikhter NR-30. Saliut 3 realitzà proves amb èxit sobre un satèl·lit de proves. OPS-4 hauria portat un parell de míssils no guiats.

## Almaz-T (no tripulada)

Satèl·lit radar Almaz (basat en l'estació espacial Almaz)

Després de la cancel·lació del programa, l'estació fou rebaixada a satèl·lit pesant portador d'un radar per realitzar reconeixements militars. Es llançaren tres Almaz-T, dos dels quals funcionaren correctament.

### Almaz-T
El primer Almaz-T fou llançat des del cosmòdrom de Baikonur el 29 d'octubre del 1986. No arribà a òrbita a causa de la fallada de separació del primer i el segon tram del llançador Proton. El sistema de seguretat destruí el coet.

### Cosmos-1870
Cosmos-1870 fou llançat el 25 de juliol del 1987, fou la segona nau Almaz-T a ser llançada i aquesta sí que arribà a òrbita, amb una inclinació de 71,92 graus respecte de l'equador. Fou denominada Cosmos-1870 després d'assolir òrbita. Funcionà durant dos anys, proporcionant imatges radar amb una resolució de menys de 25 metres. Fou desorbitada el 30 de juliol del 1989.

### Almaz-1
Almaz 1 fou la tercera Almaz-T. Fou llançada el 31 de març del 1991, amb el nom Almaz 1. Després del llançament hi hagué problemes amb l'antena de comunicacions dedicada a la transmissió de les imatges. A més, un dels panells solars no s'havia desplegat del tot, bloquejant parcialment el radar principal. Després de funcionar durant 18 mesos, Almaz 1 fou desorbitada el 17 d'octubre del 1992 sobre l'oceà pacífic.

### Almaz-2
Almaz 2 (Almaz-1V) no arribà a volar. Tenia un nou radar que hauria proporcionat una resolució de 5 a 7 metres. També portava una càmera capaç d'obtenir imatges òptiques amb una resolució d'entre 2,5 i 4 metres.

## Altres usos
Els mòduls OPS foren la base de les estacions Saliut, Mir i EEI.
Actualment, la companyia privada Excalibur Almaz té plans per llançar estacions Almaz modernitzades i donar-los servei amb càpsules derivades de les naus TKS pel turisme espacial.